# Dornier Do B
Dornier Do B – niemiecki samolot pasażerski, znany pod nazwą "Dornier Merkur".
Na tym modelu Walter Mittelholzer wraz z Georgiem Zinsmaierem pobili siedem rekordów światowych w czasie przelotu na trasie 7 tys. kilometrów między Berlinem, Królewcem, Moskwą, Tyflis, Baku i Charkowem w czerwcu 1926 roku.